# Sonata per pianoforte n. 12 (Mozart)
La sonata per pianoforte n. 12 in Fa maggiore K 332 fu scritta da Wolfgang Amadeus Mozart.
La data della sua composizione è incerta: datata da Ludwig von Köchel e Alfred Einstein (insieme alle sonate K 330 e K 331) al 1778 a Parigi, in seguito il musicologo Alan Tyson, mediante un'analisi della carta dei manoscritti, ha proposto la datazione di queste sonate al 1783 a Salisburgo o Vienna.